# Salmoneo
Salmoneo (in greco antico: Σαλμωνεύς?, Salmōnèus) è un personaggio della mitologia greca. Fu un re dell'Elide.

## Genealogia
Figlio di Eolo e di Enarete (ma a volte viene indicata Ifi, figlia di Peneo)), sposò Alcidice dalla quale ebbe la figlia Tiro ed in seguito si risposò con Sidero.

## Mitologia
Inizialmente abitava in Tessaglia, ma si trasferì nell'Elide dove fondò la città di Salmonia.
Considerandosi pari a Zeus, volle che gli fossero tributati onori divini pretendendo sacrifici e la costruzione di un tempio in suo onore. Giunse persino ad imitare Zeus, procedendo per le vie della città su un carro trainato da quattro cavalli, tenendo in mano una fiaccola e imitando con la sua voce il rombo del tuono.

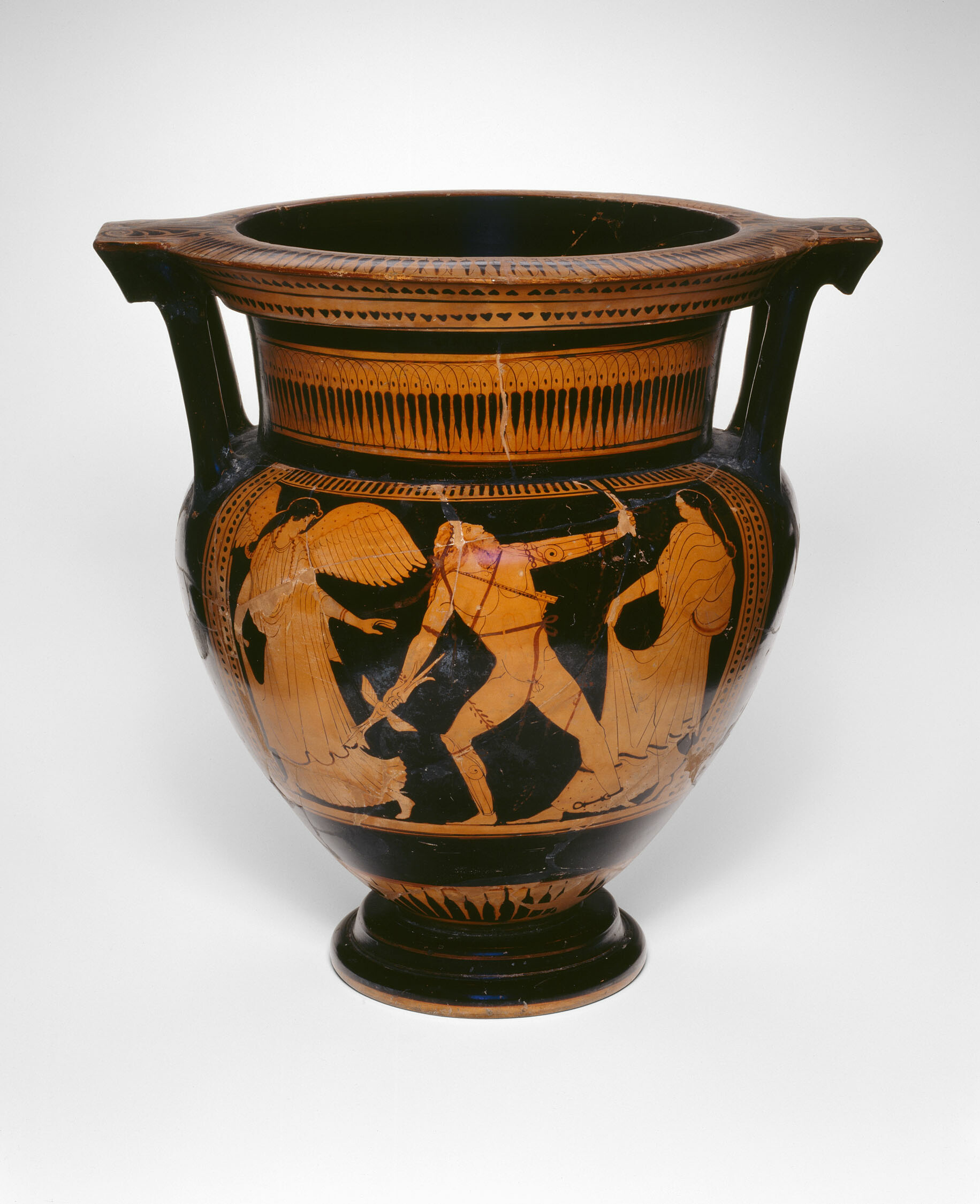
Un antico vaso greco raffigurante Salmoneo che si atteggia come Zeus.

Per tale motivo la sua città fu distrutta e venne mandato negli Inferi, dove, secondo Virgilio, lo incontrò Enea:
(Virgilio, Eneide VI 585-591)